# 柏林-华沙快车
柏林-华沙快车（Berlin-Warszawa-Express）是运行于德国首都柏林至波兰首都华沙间一系列欧城列车所使用的统称，由德国铁路和波兰国家铁路自2002年起共同经营。列车每日双向对开4班，主要往返于柏林经奥德河畔法兰克福至华沙间。其中有3班在热平－波兹南区间经停希维博津，另外1班则经停兹邦希内克。全线的运行时间最初为5小时44分，在2011年12月的运行图调整后又缩减为5小时24分。两国间的边境结算点设于奥德河畔法兰克福及斯武比采交界的奥得河大桥车站。

## 历史
柏林-华沙快车的品牌名称最早于2002年春季面世，用以取代此前在这条线路中运行的欧城列车（EC）班次中所使用的单独名称（此后不再使用）。新的品牌名称旗下共有4班列车，其中包括1班车次为EC48/49次的波兹南人号列车，虽然后者并不在波兰首都始发及终到，但它与另外3班列车采用相同的运行线路。
| 车次  | 原名称                  | 开行期         | 备注           |
| ----- | ----------------------- | -------------- | -------------- |
| 40/41 | 瓦尔索维亚 Varsovia     | 1993–          |                |
| 42/43 | 贝罗丽娜 Berolina       | 1991–          |                |
| 44/45 | 帕德雷夫斯基 Paderewski | 1998–          |                |
| 46/47 | n/a                     | 2002–          |                |
| 48/49 | 波兹南人 Posnania       | 1998–2004 2008 | 仅柏林－波兹南 |

在2002年12月和2003年12月的运行图调整中，柏林-华沙快车的运行时间只有轻微的变化。至2004年12月，往返于柏林－波兹南间的EC48/49次列车停运，但它在2007年12月的运行图调整中又重新开行。自2006年起，柏林-华沙快车不再停靠柏林动物园车站，其西端的始发/终到站改为新落成的柏林中央车站。
在2010年12月的运行图调整中，列车每日对开的数量由3班增至4班。通过使用新造的、兼容多电压制式的波兰国家铁路EU44型“骠骑兵”机车担当本务，列车免除了原本需要在边境进行机车换挂的工作，行车时间得以缩短10分钟。此外，新造的车厢也通过验收。

### 时刻表
以下为柏林-华沙快车在2012年的运行时刻表：
| 东行  | 东行  | 东行  | 东行  | 东行 | 停靠站           | 西行 | 西行  | 西行  | 西行  | 西行  |
| 41次  | 43次  | 45次  | 47次  | 里程 | 停靠站           | 里程 | 40次  | 42次  | 44次  | 46次  |
| ----- | ----- | ----- | ----- | ---- | ---------------- | ---- | ----- | ----- | ----- | ----- |
| 06:40 | 09:40 | 14:40 | 17:40 | 0    | 柏林（中央）     | 575  | 23:12 | 20:12 | 15:12 | 12:12 |
| 06:50 | 09:50 | 14:50 | 17:50 | 5    | 柏林（东站）     | 570  | 23:06 | 20:06 | 15:06 | 12:06 |
| 07:43 | 10:43 | 15:43 | 18:43 | 85   | 奥德河畔法兰克福 | 490  | 22:17 | 19:17 | 14:17 | 11:17 |
| 07:52 | 10:52 | 15:52 | 18:52 | 88   | 奥得河大桥       | 487  | 22:09 | 19:09 | 14:09 | 11:09 |
| 08:06 | 11:06 | 16:06 | 19:06 | 108  | 热平             | 467  | 21:54 | 18:54 | 13:54 | 10:54 |
| 08:31 | 11:31 | 16:31 | 19:31 | 161  | 希维博津         | 414  | 21:24 | 18:24 | 13:24 | 10:24 |
| 08:44 | 11:44 | 16:44 | 19:44 | 183  | 兹邦希内克       | 392  | 21:11 | 18:11 | 13:11 | 10:11 |
| 09:30 | 12:30 | 17:30 | 20:30 | 264  | 波兹南           | 311  | 20:31 | 17:31 | 12:31 | 09:31 |
| 10:19 | 13:19 | 18:19 | 21:19 | 364  | 科宁             | 211  | 19:42 | 16:42 | 11:42 | 08:42 |
| 11:04 | 14:04 | 19:04 | 22:04 | 443  | 库特娜           | 132  | 19:05 | 16:05 | 11:05 | 08:05 |
| 12:10 | 15:10 | 20:10 | 23:10 | 566  | 华沙（西站）     | 9    | 18:00 | 15:00 | 10:00 | 07:00 |
| 12:20 | 15:20 | 20:20 | 23:20 | 570  | 华沙（中央）     | 5    | 17:55 | 14:55 | 09:55 | 06:55 |
| 12:27 | 15:27 | 20:27 | 23:27 | 575  | 华沙（东站）     | 0    | 17:38 | 14:43 | 09:38 | 06:43 |

## 车辆运用

### 现行车辆

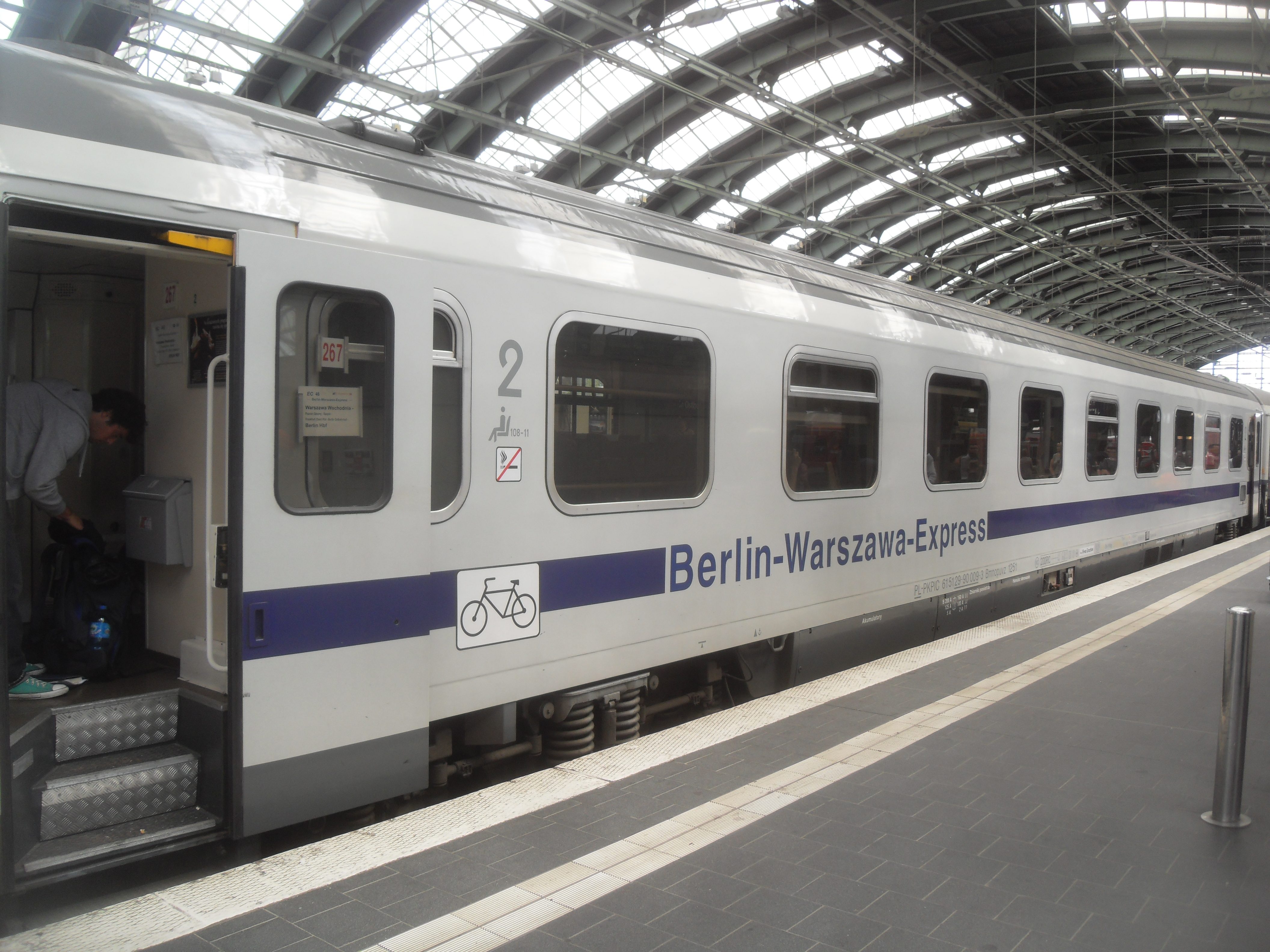
柏林-华沙快车所使用的二等车厢

柏林-华沙快车所使用的长途列车车厢由德国铁路及波兰国家铁路共同提供，每班列车的编组由6款车厢构成。除了日常班次使用的4组车底外，运营双方还保有另外2组备用车底：
- 267号车厢：二等席别，波兰国铁开放座车并附含8个单车停车位（Bpmdz型）
- 268号车厢：二等席别，波兰国铁隔间座车并附含可供残障人士使用的隔间（Bvmb型）
- 269号车厢：二等席别，波兰国铁隔间座车（Bvmz型）
- 270号车厢：二等席别，波兰国铁隔间座车（Bvmz型）
- 271号车厢：一等席别，德国铁路餐车/开放座车/隔间座车合造车（ARkimbz266.9型）
- 272号车厢：一等席别，德国铁路隔间座车（Avmz108.5型）

一等隔间座车（Avmz108.5型）来自德国铁路普通的长途车队（即便不运用于柏林-华沙快车，仍然可以预订），但不同于普通的Avmz108型车厢，柏林-华沙快车对其所使用的这款一等隔间座车作出了大规模改造，原在区际列车时期于就餐区域所使用一组座席现已完全替换为常规的座椅及桌板。而包含餐车、小部分隔间座车以及开放座车的一等合造车（ARkimbz266.9型）虽然也配属德国铁路，但它由波兰的餐车公司WARS负责管理。
柏林-华沙快车的所有车厢均采用统一的涂装设计，车辆（不包括牵引机车）的主色调为白色，车窗下缘则漆有蓝色条纹，并配以的字样作为标记。这种特殊的涂装是柏林-华沙快车的注册商标，因此只能在这些列车中找到。

### 曾用车辆

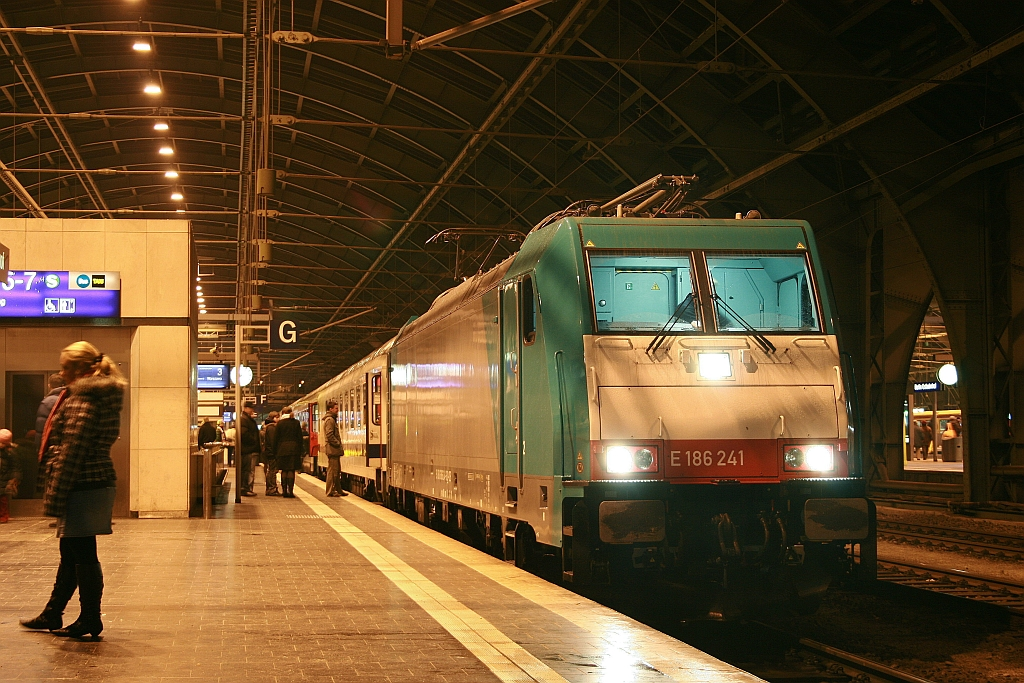
186型电力机车牵引EC47次停靠于柏林东站

在现有的一等隔间座车（Avmz108.5型）之前，德国铁路最初使用的是Avmz111.5型（莱茵之金型）隔间座车。在此之后，也曾使用过原德国铁路的旅游型车厢（Apmz857.5型）用作一等开放座车。它们是用于取代因年限到期而淘汰的Avmz111.5型隔间座车。在完成由开放座车至隔间座车的更替后，这些Apmz857.5型开始采用城际快车的涂装设计，并被纳入德国铁路普通的长途车队。
餐车最初使用的是德国铁路提供的6节ARmz211.1型餐车，其后它同样因使用年限的缘故被柏林-华沙快车淘汰，取而代之的是型号为ARkimbz266.9型的原区际列车餐车。
在牵引机车方面，柏林-华沙快车最初使用的是双电压制式的德国铁路180型电力机车，此外偶尔也会使用捷克铁路371型电力机车或德国铁路186型电力机车。为了避免两国电气化铁路在供电制式的差异而需要在奥德河畔法兰克福更换电力机车的问题，柏林-华沙快车同时也会使用德国铁路232/234柴油机车担当本务，同时辅助牵引的还有一台可对车厢空调直接供电的德国铁路115型电力机车。

## 车资
柏林-华沙快车的座席可以接受预订。它在2009年6月13日前采用全球价格，此后则随着德国铁路出台波兰欧洲特别价格（Europa-Spezial Polen）后被废除。但是欧洲其它的铁路运营商、包括波兰国铁的收费标准仍然沿用旧的价格体系。提供相应优惠折扣的例如火车卡及RailPlus卡则在德国和波兰的售票处有售。由德国铁路签发的电子车票可能涉及前往波兰的跨境交通问题。在柏林-华沙快车之前或之后的行程需要单独购票，因此波兰国铁低廉的收费标准只能发挥有限的价格优势。车票在波兰由城际列车售票处（标记为橙色）于出发前独家发售。德国国内路段的行程则不需要提前预订。与德国铁路其它的国际长途列车不同，柏林-华沙快车只能提前90天预定。

## 随行单车
在2006年12月10日起实施的运行图调整中，柏林-华沙快车开始允许旅客携带单车搭乘。这是基于波兰国铁在其二等开放座车中设立了单车停放空间。自那时起，每班列车可提供8个单车停车位。携带单车并不是免费的，每台单车的国际票价为10欧元。单车停车位必需提前预订，预订费用已经包含了单车票的价格。